# Gama (kommun)
Gama är en kommun i Colombia.   Den ligger i departementet Cundinamarca, i den centrala delen av landet, 50 km öster om huvudstaden Bogotá. Antalet invånare är 3 873.